# Kvartet 4M
Kvartet 4M (Квартет 4М) est un groupe yougoslave formé en 1956 et séparé en 1974.
Le groupe est connu pour sa participation au Concours Eurovision de la chanson 1969 sous le nom Ivan & 3M représentant la Yougoslavie avec la chanson Pozdrav svijetu (Поздрав свијету).